# Aleksander Jaźwiński
Aleksander Jaźwiński (ur. 12 października 1899 w Siwkach, zm. 1981) – polski księgowy, poseł na Sejm PRL II kadencji.

## Życiorys
Uzyskał wykształcenie średnie, z zawodu księgowy. Wstąpił do Zjednoczonego Stronnictwa Ludowego, w strukturach ZSL pełnił funkcję wiceprezesa Wojewódzkiego Komitetu w Białymstoku. W 1957 uzyskał mandat posła na Sejm PRL II kadencji z okręgu Białystok, w parlamencie pracował w Komisji Budownictwa i Gospodarki Komunalnej.
Pochowany na cmentarzu parafialnym w Białymstoku.